# Velafrons
Velafrons – rodzaj hadrozauryda z podrodziny Lambeosaurinae. Żył w późnej kredzie na terenie dzisiejszej Ameryki Północnej. Jego szczątki odnaleziono w datowanych na późny kampan (około 73,5 mln lat temu) osadach formacji Cerro del Pueblo w pobliżu Rincon Colorado w meksykańskim stanie Coahuila. Velafrons został opisany w oparciu o niemal kompletną czaszkę i fragmenty szkieletu pozaczaszkowego należące do osobnika młodocianego (CPC–59). Przynależność rodzaju do podrodziny Lambeosaurinae została ustalona dzięki obecności na czaszce kostnego grzebienia. Gatunkiem typowym jest Velafrons coahuilensis.
Velafrons był najbardziej podobny do młodych korytozaurów i hipakrozaurów i został uznany za takson siostrzany do korytozaura (w obrębie plemienia Corythosaurini) w analizie filogenetycznej przeprowadzonej przez Gatesa i współpracowników. Czaszka była duża w porównaniu do czaszek przedstawicieli innych rodzajów, co może oznaczać, że grzebień był niewielki u dorosłych, reprezentował inny schemat wzrostu lub dorosłe Velafrons były większe od innych lambeozaurynów. Wyjątkowo duże rozmiary zanotowano także w przypadku innych znalezionych w Meksyku hadrozaurów – Kritosaurus i Lambeosaurus laticaudus.
Jako przedstawiciel Hadrosauridae Velafrons był czworonożnym roślinożercą.